# Femmes, Actions et Développement
L'ONG Femmes, Actions et Développement (FAD) est une organisation féminine de défense des droits humains reconnue par l'État nigérien en avril 2010.
L'organisation a été fondée en 2009 par Nafissatou Idé Sadou pour promouvoir les droits et devoirs des femmes au Niger. C'est une organisation apolitique, démocratique, non religieuse et à but non lucratif, œuvrant pour promouvoir, protéger, aider, soutenir et faire reconnaître les droits et devoirs des femmes au Niger par le développement durable et les actions de proximité.

## Objectifs

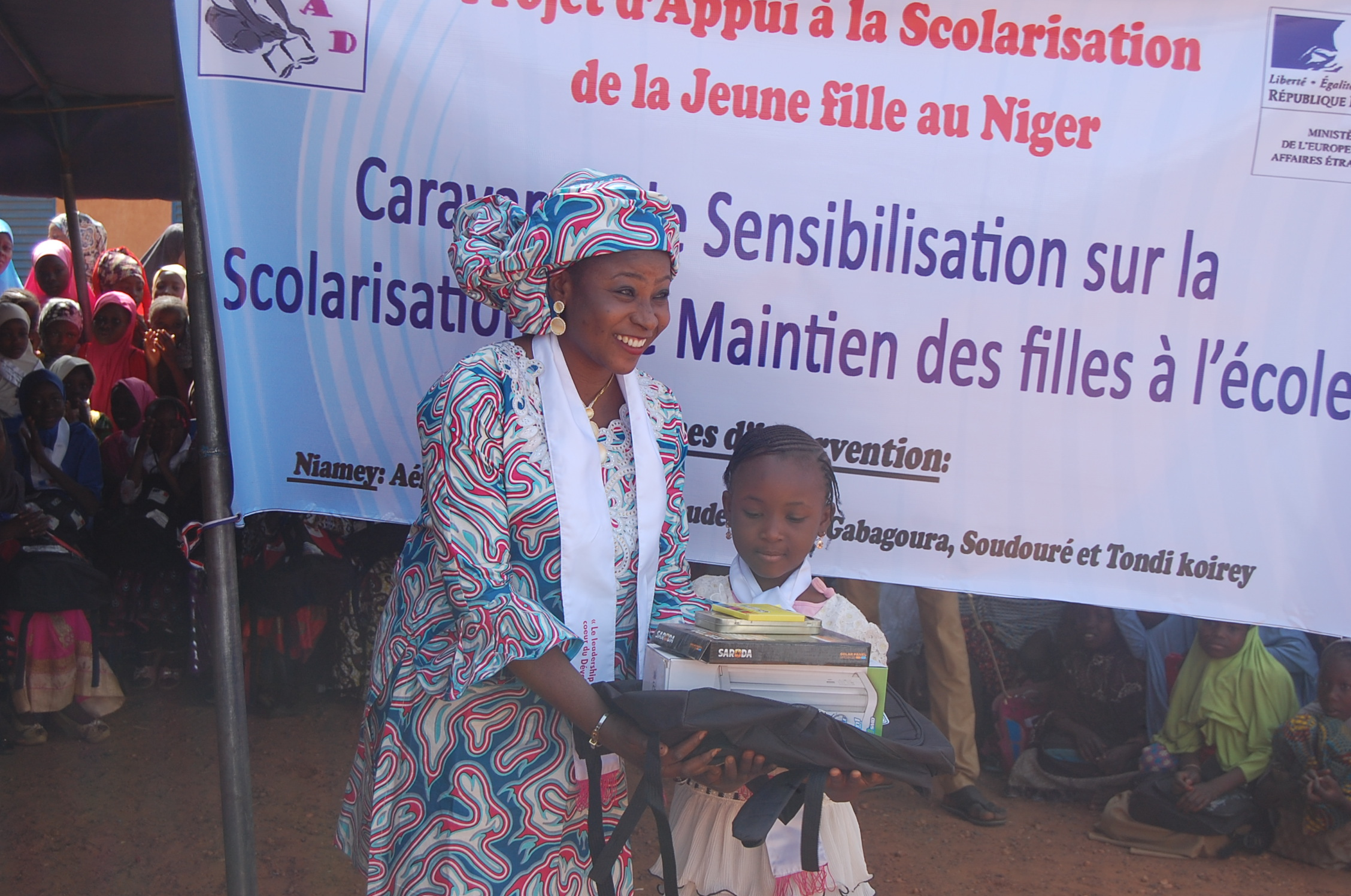
Photo prise lors de la caravane de sensibilisation région de Dosso au Niger.

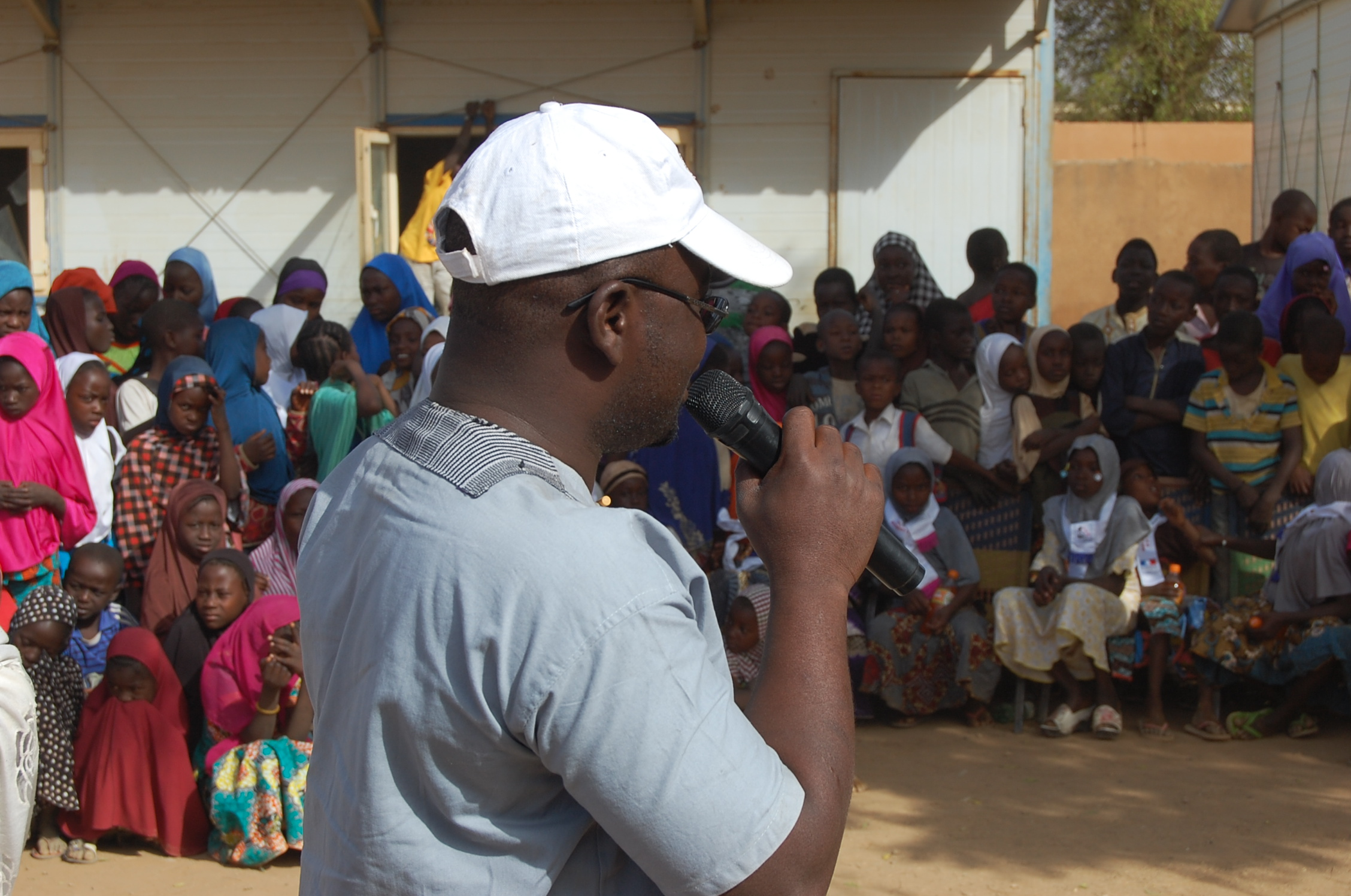
Photo prise lors de la caravane de sensibilisation région de Niamey au Niger.

L'ONG FAD a pour mission d'éduquer, former, encourager, soutenir et renforcer la capacité des femmes nigériennes afin de les impliquer dans le processus de développement durable,. Lutter contre toute forme de discrimination à l’égard de la femme. Lutter contre les violences faites aux femmes dans toutes ses formes. Promouvoir la participation des filles et des femmes dans le processus démocratique, appui à la scolarisation et au maintien des jeunes filles à l'école.